# André Green
Pour les articles homonymes, voir Green.
André Green, né le 12 mars 1927 au Caire et mort le 22 janvier 2012 à Paris 6e, est un psychiatre et psychanalyste français.

## Biographie
André Green naît au Caire en 1927, quatrième et dernier de sa fratrie. Sa première langue est le français, l'anglais sa seconde et il parle arabe dans les rapports quotidiens. Élève du Lycée français du Caire, il suit un double cursus scolaire, philosophie et sciences. Ses bacs obtenus, il s'oriente vers des études médicales et prépare un certificat d'études supérieures propédeutiques en médecine PCB. En 1945, il quitte l'Égypte et poursuit ses études à Paris.

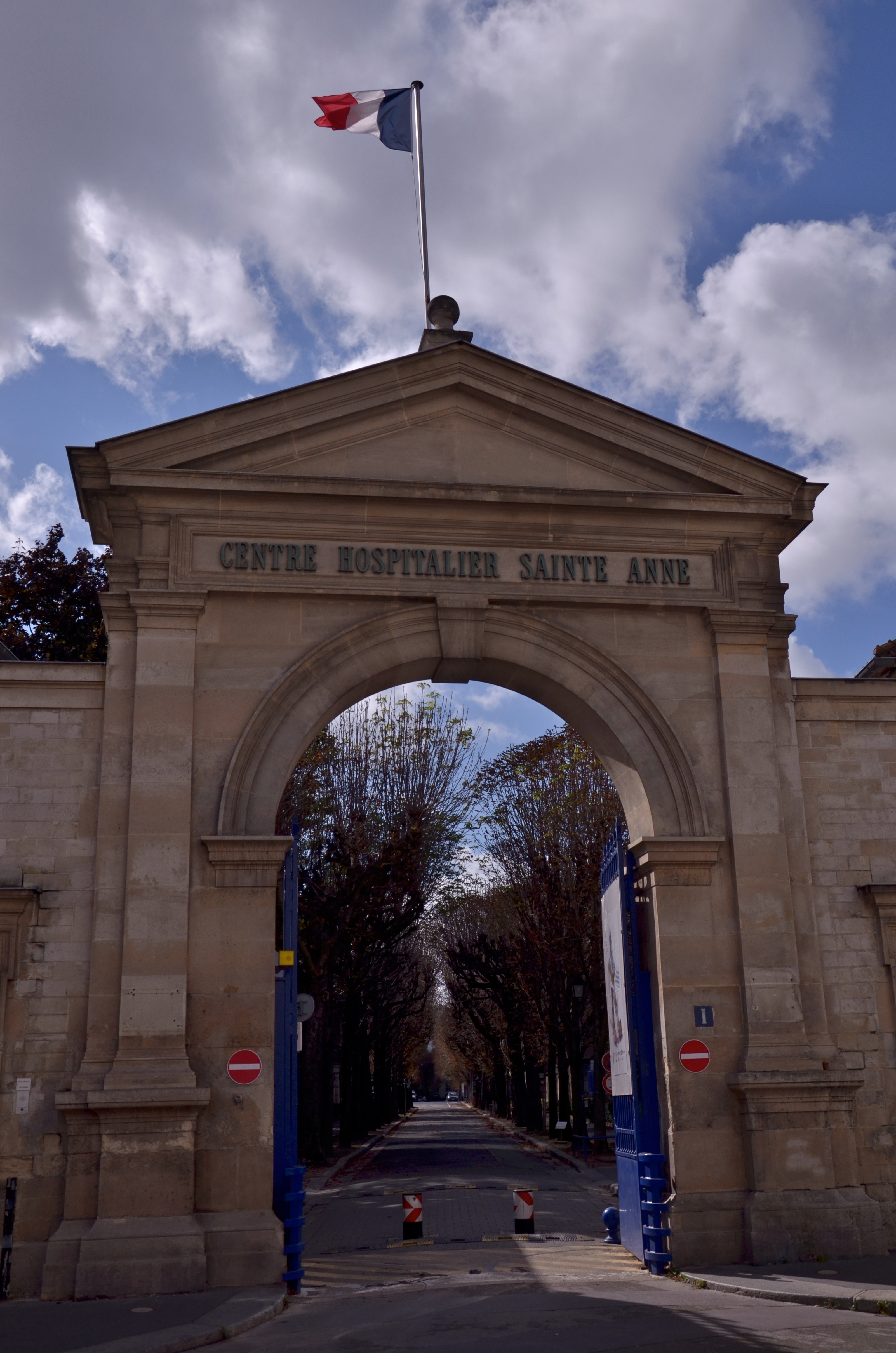
Préparation à l'internat en psychiatrie à l'Hôpital Sainte-Anne (Paris)

Devenir psychiatre était une solution pour conjuguer son intérêt pour la philosophie et les sciences naturelles "les rapports entre corps et âme, les relations du cerveau et du psychisme... tous les grands problèmes de la vie de l'esprit" un noyau central qu'il a suivi tout au long de sa vie. Il fait ses années d'internat, principalement, à l'hôpital psychiatrique Sainte-Anne. Cette expérience lui permet d'être en contact à la fois avec la réalité hospitalière et avec la maladie mentale. Alors qu'il est interne, il rencontre Henri Ey, figure marquante de la psychiatrie française des années 1950 et de l'hôpital Sainte-Anne où Ey dirige un séminaire "le mercredi de Sainte-Anne". Il participe aux « Journées de Bonneval », qu'Henri Ey organise à l’hôpital psychiatrique dont il est médecin-directeur à Bonneval.
En 1955, il rencontre à l'hôpital Sainte-Anne Jacques Lacan. À partir de 1961, il assiste à ses séminaires, puis discute les théorisations psychanalytiques lacaniennes lors des conférences qu'il donne, dans le cadre des séminaires de Roland Barthes, à l'École pratique des hautes études (1962-1963). Il s'opposera progressivement à Lacan, sur le plan de la pratique analytique et rompt définitivement avec lui en 1967. Il s'opposera également, plus tard au lacanisme.
En 1956-1960, il fait une première analyse avec Maurice Bouvet, puis reprendra deux tranches, d'abord avec Jean Mallet, puis avec Catherine Parat. 
En 1957, il rencontre Donald Winnicott et Wilfred Bion, lors du 20e congrès de l'Association psychanalytique internationale, à Paris. À leur suite et grâce à leurs contributions, il enrichit la notion d'état-limite,.
En 1965, il est reçu membre titulaire de la Société psychanalytique de Paris. En 1966, il tient un séminaire à l'Institut de psychanalyse de Paris où il invite notamment Jacques Derrida, Marcel Detienne, René Girard, Michel Serres, Jean-Pierre Vernant. Entre 1970 et 1975, il dirige l'Institut de psychanalyse de Paris. En 1976, il siège dans le jury de thèse de la philosophe Sarah Kofman avec qui il aura de nombreux échanges sur la psychanalyse, jusqu'en 1994.
Sa mort, le 22 janvier 2012, donne lieu à de nombreux hommages,,.

### Distinctions
- Membre de l'Académie des sciences humaines de Moscou.
- Membre d'honneur de la Société britannique de psychanalyse.
- Chevalier de la Légion d'honneur.

## Notions et apports théoriques

### 1973: la psychose blanche
La notion de « psychose blanche » est introduite en 1973 par Jean-Luc Donnet et André Green dans L'Enfant de ça, à partir d' « un entretien avec Z. au cours d'une consultation psychanalytique dans le cadre d'un service de psychiatrie générale ».

### Le travail du négatif
La problématique du narcissisme (Narcissisme de vie, Narcissisme de mort) articulée à celle des états limites conduira Green à l'élaboration du négatif.
Chemin faisant dans sa clinique, Green développe le concept du narcissisme négatif dans ses livres Narcissisme de vie, narcissisme de mort et Le travail du négatif,. Il formule l'oscillation du patient ayant un fonctionnement état limite « entre l'obligation de survivre et l’impossibilité de faire  face à son aspiration de vivre ».

### Complexe de la mère morte
André Green décrit le complexe de la mère morte en 1980  comme étant « une découverte du transfert », qui n'est pas toujours identifiable au moment de la demande d'analyse et qui se manifeste notamment par « une "dépression de transfert" », en tant que celle-ci correspond à la « répétition d'une dépression infantile souvent non remémorable ». Selon François Duparc, ce concept de Green serait à situer « dans la filiation de l'imago d'une mère phallique irreprésentable » et, pour ce qui est plus précisément du complexe de La mère morte (1980), « dans une structure narcissique ».